# Maison de Gavre
La Maison de Gavre fut une des familles les plus illustres et les plus anciennes de Belgique. Le 13 juin 1736, elle reçut le titre de prince de Gavre par l'empereur Charles VI du Saint-Empire. Elle fut incorporée au sein de la noblesse néerlandaise le 5 mars 1816 par le roi Guillaume Ier des Pays-Bas.

## Histoire
La famille de Gavre doit son nom à la terre de Gavre (Gavere en néerlandais), située dans le comté d'Alost.
Ce fief a été souvent confondu par les écrivains avec un autre, portant le même nom, sis dans les environs de Halewyn ou de Halluin ; les généalogistes de la maison de Gavre semblent même avoir emprunté les premières générations de celle de Halewyn qui portait d'argent à trois lions de sable, couronnés, lampassés et armés d'or.
Jeanne de Meulebeke, dite de la Douve, femme de Rogier, seigneur de Halluin, dont le père est décédé en 1296, était dame de Gavre lez-Halluin.
La famille formée par les seigneurs et barons de Gavre a compté de bonne heure plusieurs branches qui ont jeté chacune des rameaux; toutes se sont montrées dignes de leurs illustres auteurs, les barons de Gavre et les seigneurs de Liedekercke.
Au commencement du XVIIIe siècle, la maison de Gavre ne comptait plus que deux branches principales : l'une continuait à porter le nom et les armes des barons de Gavre, et l'autre le nom et les armes des seigneurs de Liedekercke.
Le chef de la première était alors Charles Emmanuel Joseph de Gavre, Marquis d'Aiseau, que le souverain éleva par lettres-patentes du 15 juin 1756, en mémoire des services rendus par les barons de Gavre et les seigneurs de Liedekercke, au titre, rang et aux honneurs de Prince : tel est l'esprit d'un diplôme qui devait tendre à honorer toute la famille de Gavre, comme il récompensait les mérites et services du marquis d'Aiseau. Lors de la réorganisation de la noblesse, dans les premières années du règne de Guillaume Ier des Pays-Bas, cette branche fut maintenue dans la jouissance du titre de Prince.
L'autre branche, issue des seigneurs de Liedekercke, qui considérait les princes de Gavre comme ses aînés, reprenant dans le même temps le titre de comte, pouvait dès lors espérer d'être élevée à des honneurs, qui avaient été réellement accordés pour reconnaître des services rendus par toute la famille.

## Fragment généalogique
- Jacques de Gavre (1465-1537)[3],[4], Chevalier de la Toison d'Or en 1516;
allié à dame Antonietta, dame d'Inchy
  - Louis de Gavre, seigneur de Fresin (?-1560),
allié à dame Joanne de Rubempré.
    - Michelle de Gavre,
alliée à Antoine de Bourgogne-Bredam, (1530 - 1565)
    - Charles, 1er comte de Beaurieu, (1525-1611) : militaire et diplomate.
x Marguerite dela Marcq
xx Honorine de l'Escatière
    - Baudouin de Gavre (?-1583) : seigneur d'Inchy, gouverneur de la citadelle de Cambrai.

Portraits de Louis de Gavre et Jeanne de Rubempré dans le Recueil d'Arras.
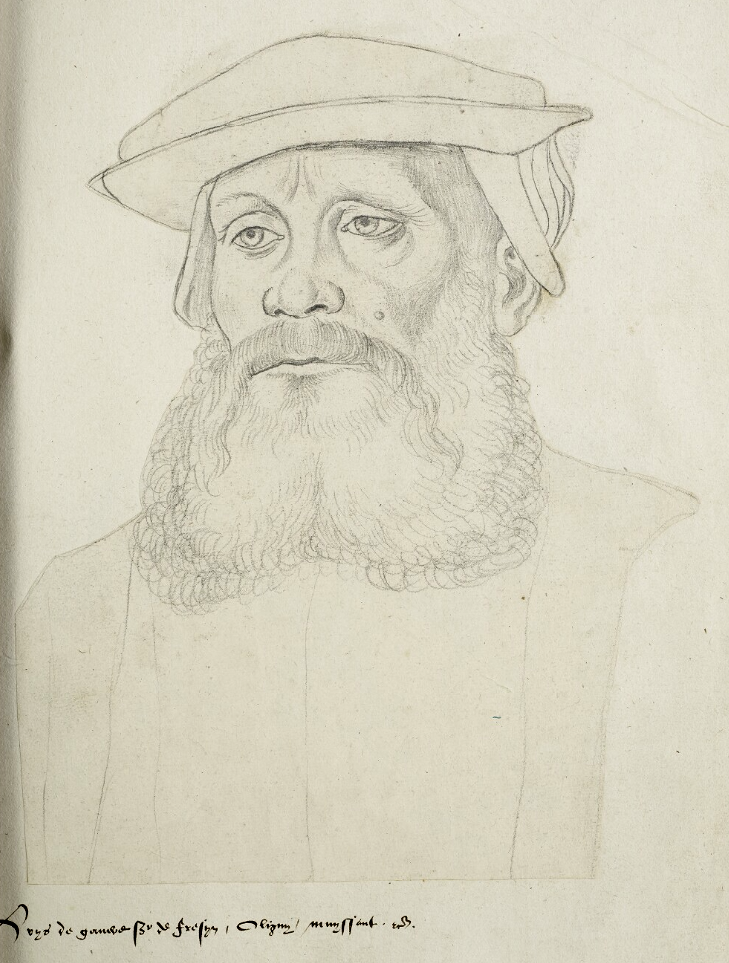
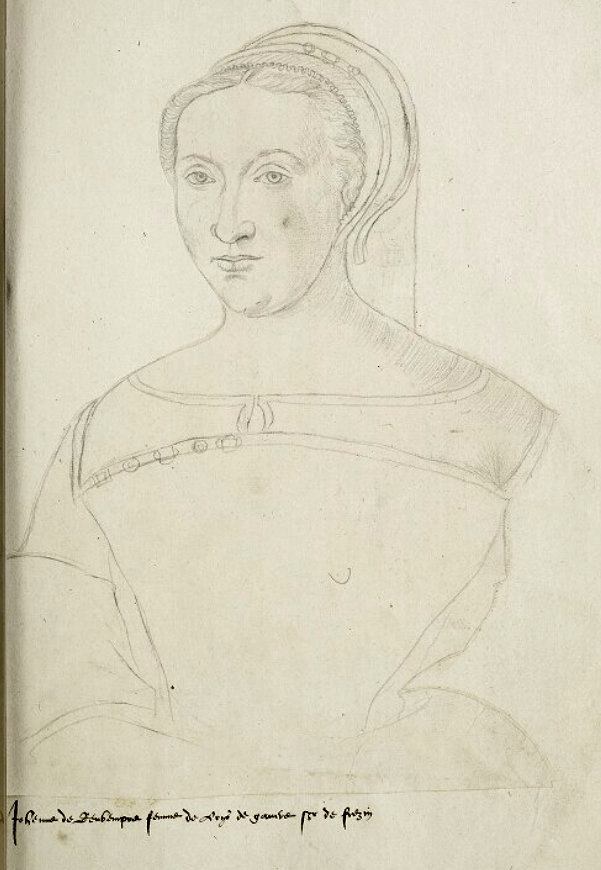

### Comtes de Fresin
- Charles, 1er comte de Beaurieu (1525-1611);
allié à dame Marguerite dela Marcq
  - Charles II, 1er Comte de Frésin;
allié à dame Françoise de Renty
    - Françoise de Gavre;
allié à Philippe de Houchin.
      - Eleonre de Houchin;
allié à François de Lens
        - Gillion Othon de Lens

    - Alexandrine de Gavre;
allié à Maximilien II de Hénin, 5e Comte de Bossu 
      - Eugène d'Alsace de Henin, 6e Comte de Bossu ;
allié à Anne d'Arembergh
        - Philippe d'Alsace de Henin, 7e Comte de Bossu; 10e Prince de Chimay: Chevalier du toison d'Or; allié à dame Anne-Louise Verreycken d'Impden.
          - Thomas, Cardinal d'Alsace

  - don Alberto de Gavre y de Renty , 1er Comte de Peer[5].
    - Carlos III, 2e comte de Frésin

### Seigneurs d'Ayseau
- Charles, 1er comte de Beaurieu (1525-1611);
allié à Honorine de l'Escatière, dame héritière d'Ayseau.
  - Adrien, 2e Comte de Beaurieu, Sgr d'Ayseau.;
allié à Anne de Ligne
    - Rasse I de Gavre, 1er Marquis d'Ayseau et 3e Comte de Beaurieu.;
allié à doña Anna de Velasco'
      - Pierre Ernest Eugène, 2e Marquis d'Ayseau, 4e comte de Beaurieu: 
allié à Anna-Florence de Hamal'
        - Rasse II de Gavre, 3e Marquis d'Ayseau, 5e Comte de Beaurieu, 3e Comte de Fresin et 2e Comte de Peer

### Princes de Gavre
- Rasse II de Gavre
  - Charles, 1er Prince de Gavre, 4e Marquis d'Ayseau, 6e Comte de Beaurieu, 4e Comte de Fresin et 3e Comte de Peer
    - François I Joseph, 2e Prince de Gavre (1731-1797)
      - Charles II Alexandre, 3e Prince de Gavre
        - François II Antoine, 4ème Prince de Gavre

    - Marie-Albertine (1735-1797);
allié à Maximilien-Emmanuel, 3e Prince de Hornes